# Ismet Jashari
Ismet Jashar Jashari (ur. 16 kwietnia 1967 w Orizari, zm. 25 sierpnia 1998 w Kleçkë) – kosowski wojskowy, żołnierz Armii Wyzwolenia Kosowa.

## Życiorys
Kształcił się w szkole podstawowej w rodzinnej wsi, następnie w gimnazjum w Kumanowie, z którego jednak został wydalony w 1981 roku z powodu udziału jego braci w protestach; naukę kontynuował w Preševie. Podczas studiów działał w podziemnej prasie, był także zaangażowany w działalność Ruchu Ludowego Kosowa. Dowiedziawszy się, że jest szpiegowany przez funkcjonariuszy UDBA, wyemigrował do Szwajcarii.
W marcu 1998 roku wrócił na teren Kosowa i dołączył do UÇK; został przydzielony do służby w regionie Llapusha. Miesiąc później stacjonował w regionie wzgórz Dukagjin, podczas powrotu do wsi Kleçkë został zaatakowany przez siły jugosłowiańskie, w wyniku czego został ranny. Uczestniczył w zwycięskiej dla sił kosowskich bitwie o Llapushnik, która miała miejsce od 7 do 10 maja 1998 roku.
Zginął dnia 25 sierpnia 1998 roku w Kleçkë podczas działań wojennych. Jego ciało zostało pochowane w tej miejscowości.

## Upamiętnienie
Jego imieniem nazwano 113. Brygadę działającej w Macedonii Armii Wyzwolenia Narodowego.
W Prizrenie wzniesiono pomnik na jego cześć.

## Życie prywatne
Był synem Jashara i Nurii. Miał dwóch braci: Xhemajla i Murata.